# عثمان سیلا
عثمان سیلا (انگلیسی: Ousmane Sylla؛ زادهٔ ۳۰ دسامبر ۱۹۹۰) بازیکن فوتبال اهل بورکینافاسو است.
وی همچنین در تیم ملی فوتبال بورکینافاسو بازی کرده است.